# اس‌اس آدریاتیک (۱۸۷۱)
اس‌اس آدریاتیک (۱۸۷۱) (به انگلیسی: SS Adriatic (1871)) یک کشتی بود که طول آن ۴۵۲ فوت (۱۳۸ متر) بود.